# Comune distrettuale di Švenčionys
Il comune distrettuale di Švenčionys è uno dei 60 comuni della Lituania, situato nella regione della Dzūkija.